# Élections municipales de 1971 à Nice
Pour les articles homonymes, voir Élections municipales à Nice.
Les élections municipales de 1971 à Nice ont eu lieu le 14 mars 1971.

## Mode de scrutin
À Nice, comme dans toutes les communes de plus de 30 000 habitants est en vigueur un scrutin majoritaire avec liste bloquée à deux tours : la liste gagnante (majorité absolue au premier tour, relative au second) remporte la totalité des sièges du conseil municipal. Le conseil municipal de Nice est composé de 37 sièges.

## Contexte
Jean Médecin (CR) est réélu. Il meurt en décembre 1965. Son fils, Jacques lui succède comme conseiller municipal après avoir été élu lors d'une partielle les 30 janvier et 6 février 1966. Il est ensuite élu maire par le conseil municipal le 11 février. 

### Rappel des résultats de l'élection de 1965
| Tête de liste            | Tête de liste  | Liste          | Voix    | %      | Sièges |
| Tête de liste            | Tête de liste  | Liste          | Voix    | %      | CM     |
| ------------------------ | -------------- | -------------- | ------- | ------ | ------ |
|                          | Jean Médecin * | CR-MRP         | 66 166  | 53,71  | 37     |
|                          | Virgile Barel  | PCF-SFIO-PSU   | 30 290  | 24,59  |        |
|                          | Louis Delfino  | UNR-FNRI       | 26 780  | 21,74  |        |
|                          |                |                |         |        |        |
| Inscrits                 | Inscrits       | Inscrits       | 167 483 | 100,00 |        |
| Abstentions              | Abstentions    | Abstentions    | 41 422  | 24,73  |        |
| Votants                  | Votants        | Votants        | 126 061 | 75,27  |        |
| Blancs et nuls           | Blancs et nuls | Blancs et nuls | 2 875   | 2,28   |        |
| Exprimés                 | Exprimés       | Exprimés       | 123 186 | 97,72  |        |
| * liste du maire sortant |                |                |         |        |        |

## Candidats
- Virgile Pasquetti mène une liste du PCF
- Jacques Médecin, maire sortant, conduit une liste soutenue par le CR, le CD et le PS
- Fernand Icart conduit une liste de la FNRI et de l'UDR

## Campagne
L'élection municipale du 14 mars 1971 voit principalement s'affronter la liste du Rassemblement républicain de Jacques Médecin, la liste communiste de Virgile Pasquetti et une liste menée par Fernand Icart composée de gaullistes et de Républicains indépendants. Au cours de l'année 1970, craignant cette double opposition des gaullistes et des communistes, Jacques Médecin (qui à l'Assemblée nationale siège dans le groupe centriste PDM qui fait partie de la majorité) s'efforce de former une liste commune avec les gaullistes et négocie pour cela avec le pouvoir parisien. Mais la tentative échoue, le Président de la République Georges Pompidou préférant une liste uniquement UDR-FNRI. Celle-ci, intitulée « Nice-Renouveau », sera menée par le républicain indépendant Jacques Toussaint. Jacques Médecin se tourne alors vers le PS et conclut un accord début 1971 qui aboutit à l'intégration de plusieurs personnalités socialistes locales sur sa liste, ceci avec l'approbation de la direction nationale du Parti socialiste. La liste Médecin compte ainsi vingt centristes, neuf divers gauche, cinq modérés, deux gaullistes et un indépendant. Jacques Peyrat, conseiller municipal sortant élu en 1965 sur la liste de Jean Médecin, n'est pas retenu sur la liste et rejoint celle des républicains indépendants (FNRI).

## Résultats
| Tête de liste            | Tête de liste     | Liste    | Voix   | %      | Sièges |
| Tête de liste            | Tête de liste     | Liste    | Voix   | %      | CM     |
| ------------------------ | ----------------- | -------- | ------ | ------ | ------ |
|                          | Jacques Médecin * | CR-CD-PS | 56 491 | 50,14  | 37     |
|                          | Virgile Pasquetti | PCF      | 31 383 | 27,85  |        |
|                          | Fernand Icart     | FNRI-UDR |        | 22,01  |        |
|                          |                   |          |        |        |        |
| Inscrits                 | Inscrits          | Inscrits |        | 100,00 |        |
| Abstentions              |                   |          |        |        |        |
| Votants                  |                   |          |        |        |        |
| Blancs et nuls           |                   |          |        |        |        |
| Exprimés                 |                   |          |        |        |        |
| * liste du maire sortant |                   |          |        |        |        |